# Irdning-Donnersbachtal
Irdning-Donnersbachtal osztrák község Stájerország Liezeni járásában. 2017 januárjában 4107 lakosa volt. 

## Elhelyezkedése

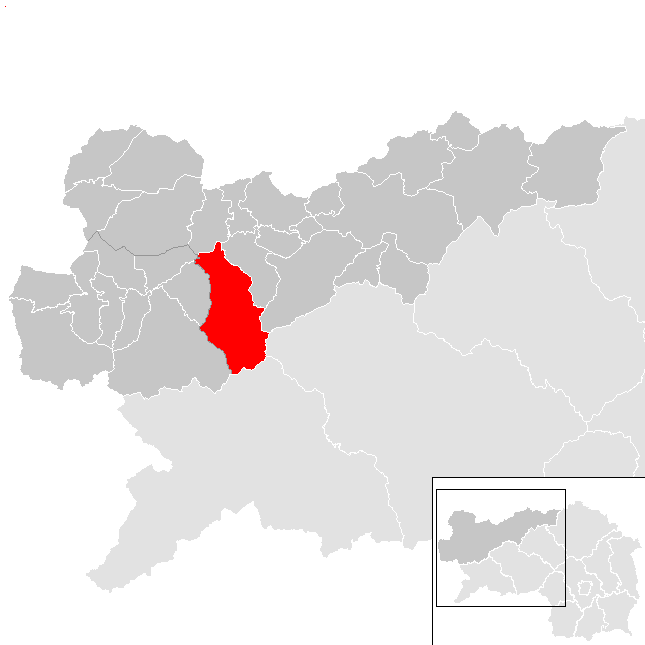
Irdning-Donnersbachtal a Liezeni járásban

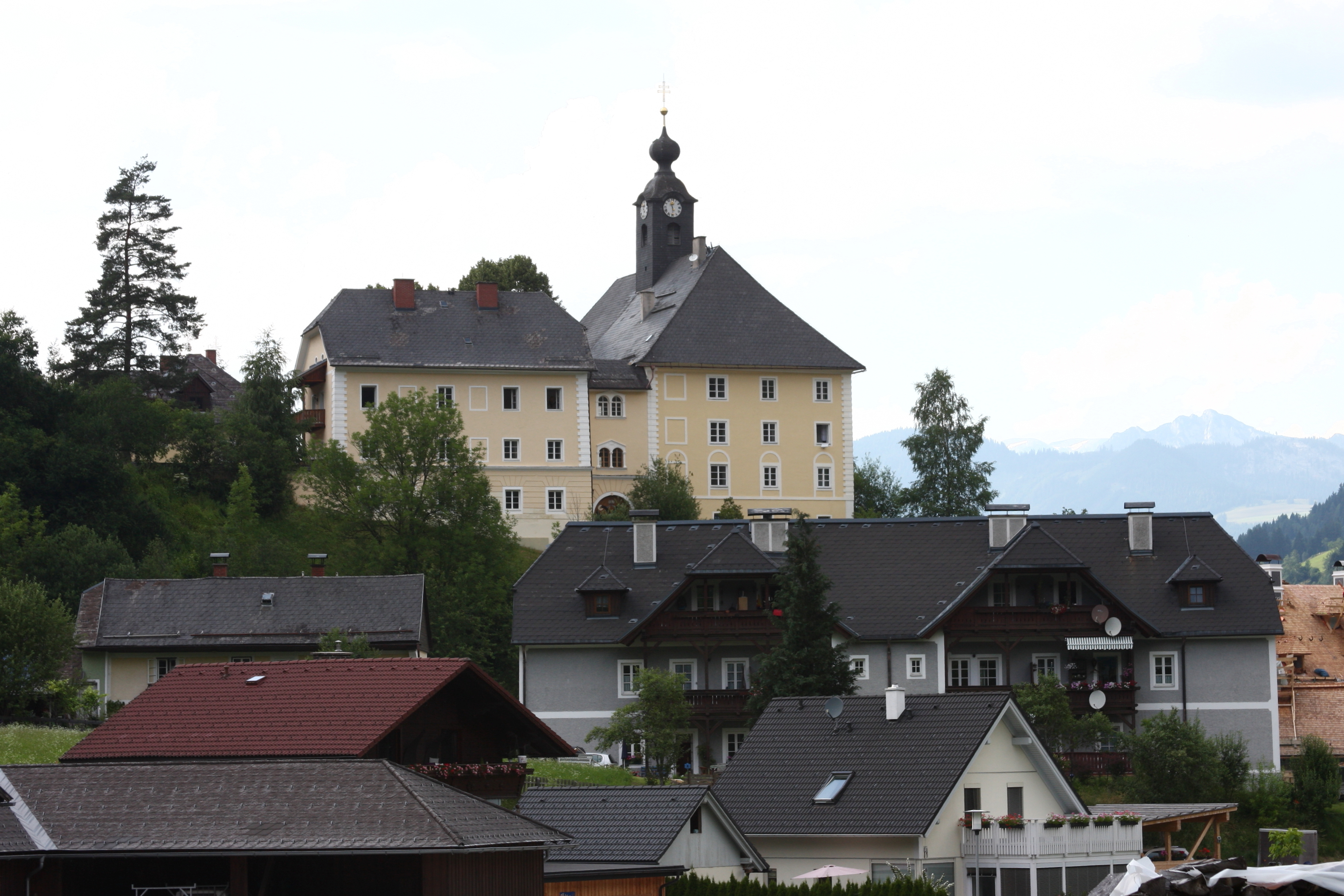
A donnersbachi kastélytemplom

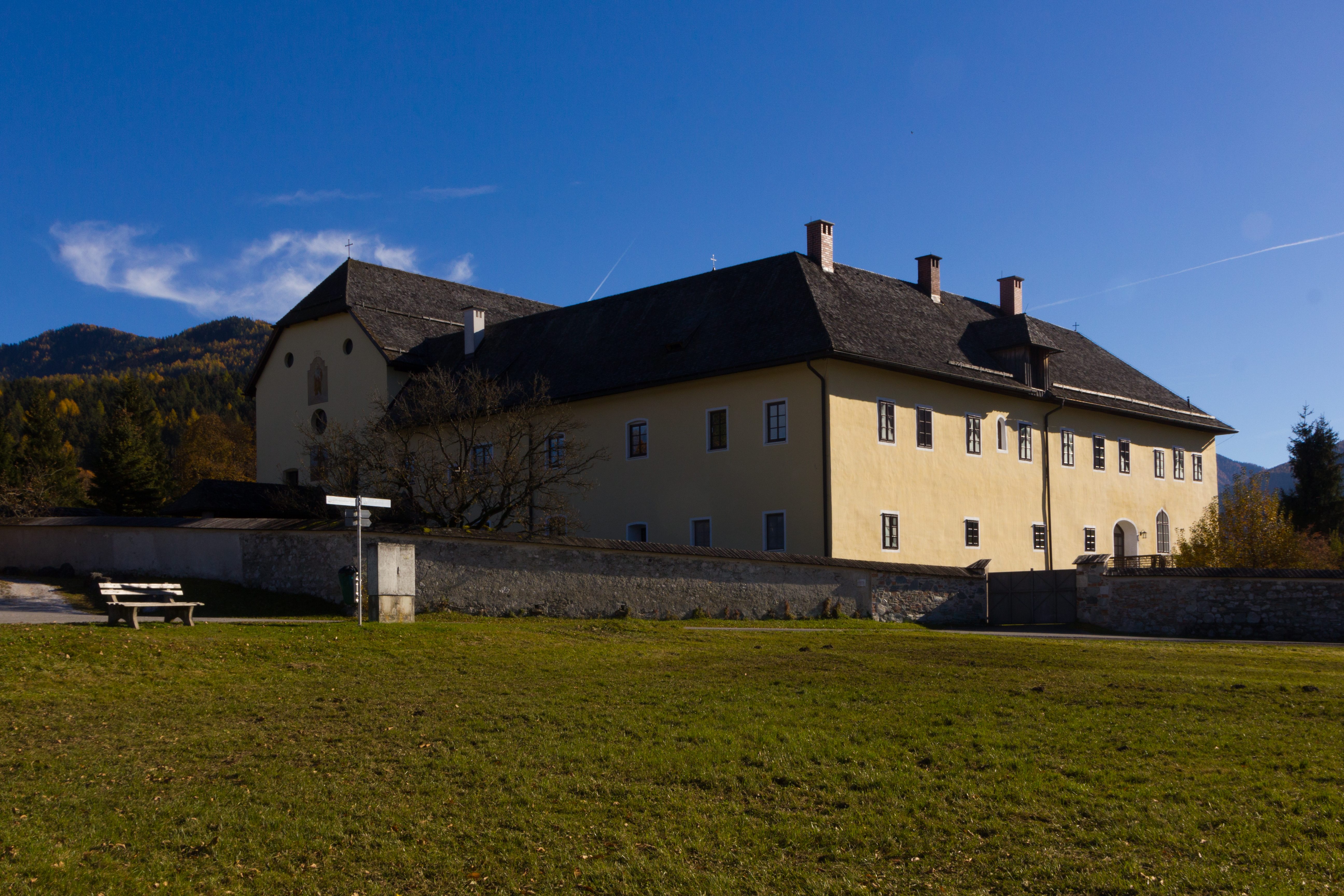
Az irdningi kapucinus kolostor

Irdning-Donnersbachtal Felső-Stájerország északnyugati részén fekszik az Enns mentén. Területének jelentős hányada a folyótól délre elterülő Alacsony-Tauern hegységre esik. Az önkormányzat 15 települést egyesít: Altirdning (484 lakos), Bleiberg (112), Donnersbach (284), Donnersbachwald (311), Erlsberg (346), Falkenburg (1028), Fuchsberg (20), Furrach (53), Ilgenberg (129), Irdning (793), Kienach (100), Planneralm (23), Raumberg (262), Ritzenberg (41), Winklern (144). A polgármesteri hivatal Irdningben található.  
A környező önkormányzatok: nyugatra Sölk, Öblarn és Mitterberg-Sankt Martin, északra Stainach-Pürgg, keletre Aigen im Ennstal és Rottenmann, délre Oberwölz.

## Története
Az önkormányzat a 2015-ös stájerországi közigazgatási reform során alakult meg az addig önálló Irdning, Donnersbach és Donnersbachwald községek egyesülésével.
Irdning első írásos említésére az admonti kolostor egyik 1140-es oklevelében került sor. 1145-ben szó esik templomáról is. 1564-ben akkori birtokosa, Ferdinand Hoffmann kérésére mezővárosi jogokat kapott. 1689-től itt működött a wolkensteini uradalom bírósága. A községi önkormányzat 1850-ben alakult meg. 
1344-ben Donnersbach akkori birtokosa, Hartneid of Kchranichberg minden tulajdonát eladta II. Albert osztrák hercegnek, aki két évvel később továbbadományozta az alsó-ausztriai Gaming apátságának. A kolostor itteni uradalmának központja egy erődítmény volt, amelyet később a mai kastélytemplommá bővítettek ki. Az uradalmat a 16. században eladták,és több tulajdonosváltás után 1799-ben egy eisenerzi bányavállalat vásárolta fel. A 17-19. században területén aranyat, ezüstöt, cinket és ólmot bányásztak, 1666-ban egy vashámort is alapítottak.  

## Lakosság
Az Irdning-Donnersbachtal-i önkormányzat terület 2017 januárjában 4107 fő élt. A lakosságszám 2011-ig gyarapodó tendenciát mutatott és elérte a 4169 főt; azóta némi visszaesés tapasztalható. 2015-ben a helybeliek 96,5%-a volt osztrák állampolgár; a külföldiek közül 1,6% a régi (2004 előtti), 1,4% az új EU-tagállamokból érkezett. 2001-ben Irdningben a lakosok 89%-a római katolikusnak, 4,9% evangélikusnak, 4,4% pedig felekezet nélkülinek vallotta magát. Ugyanekkor 2 magyar élt a községben.

## Látnivalók
- a donnersbach kastélytemplom

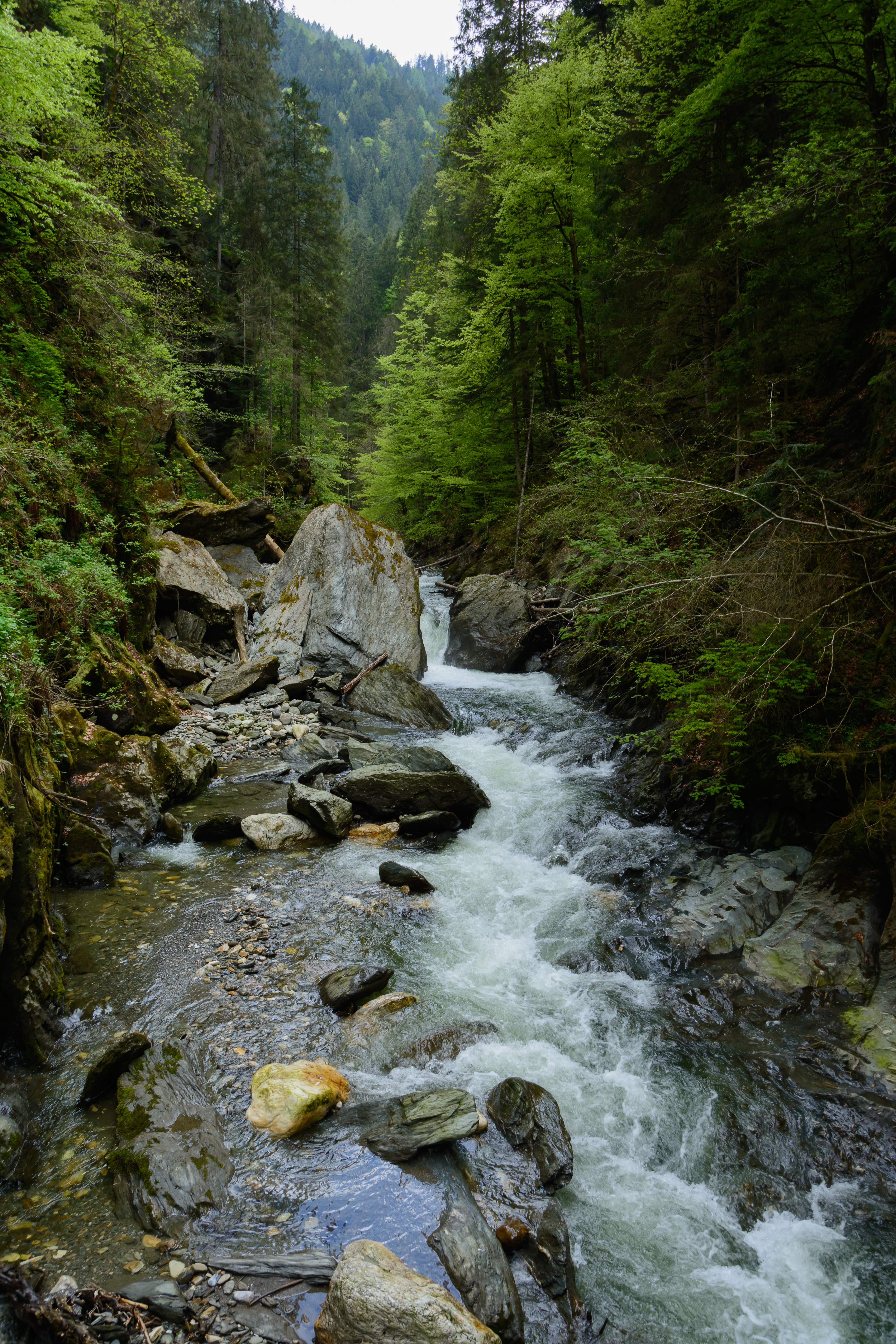
A donnerbachi szurdok

- a Gumpenstein-kastély Altirdningben
- az irdningi Szt Péter és Pál-plébániatemplom
- az irdningi kapucinus apátság és Szt. Józsefról elnevezett temploma
- a volt járásbíróság épülete Irdningben
- az erlsbergi templomrom
- a donnersbachi szurdok

## Testvértelepülések
- Ahorn (Németország)

## Fordítás
- Ez a szócikk részben vagy egészben  az   Irdning-Donnersbachtal című német Wikipédia-szócikk ezen változatának fordításán alapul.  Az eredeti cikk szerkesztőit annak laptörténete sorolja fel. Ez a jelzés csupán a megfogalmazás eredetét és a szerzői jogokat jelzi, nem szolgál a cikkben szereplő információk forrásmegjelöléseként.